# 즈나리카부토

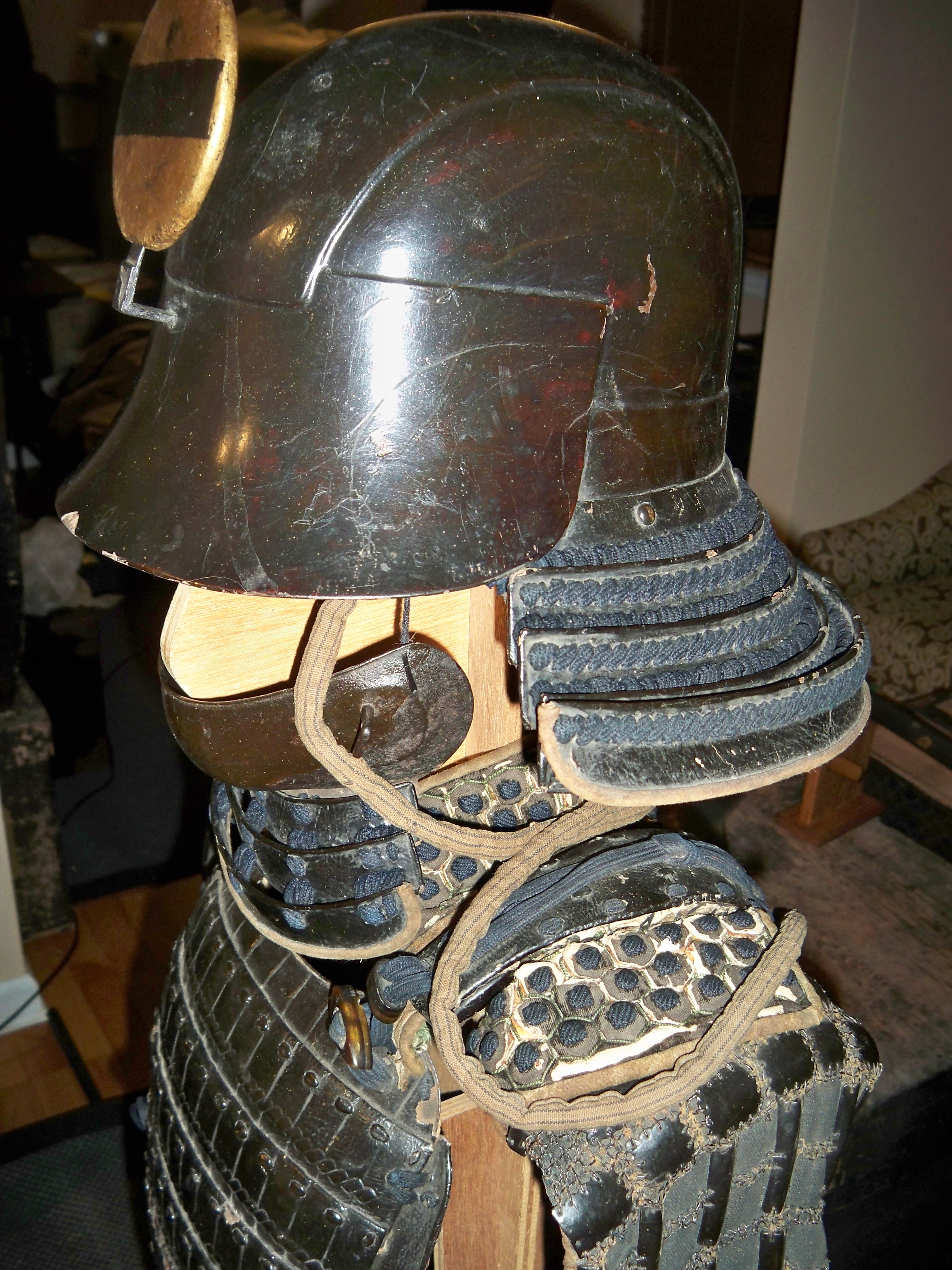

즈나리카부토(일본어: 頭形兜)는 헤이안 시대 말기에 발생한 것으로 생각되는 카부토(일본 투구)의 한 종류이다. 3 ~ 5장 이하의 철판으로 만드는 양산형 투구로 제작 난이도와 비용이 상대적으로 낮았다. 센고쿠 시대 이후 널리 사용되었으며, 이름 그대로 투구 그릇의 형태는 인간의 머리를 닮았다.